# Brachyopa gigas
Brachyopa gigas är en tvåvingeart som beskrevs av Jon C. Lovett 1919. Brachyopa gigas ingår i släktet savblomflugor, och familjen blomflugor. Inga underarter finns listade i Catalogue of Life.